# موسیقی رنسانس

موسیقی‌دانان رنسانس

موسیقی رُنِسانس (به انگلیسی: Renaissance music) به موسیقی هنریِ اروپایی، بین سال‌های ۱۴۵۰ تا ۱۶۰۰ میلادی گفته می‌شود (برخی مورخان آغاز رنسانس را از سال ۱۴۰۰ میلادی قرار داده‌اند). دورهٔ رنسانس را عصر نوزایی یا تجدید حیات خلاقیت انسان نیز نامیده‌اند. در این دوره، موسیقی نیز، مانند دیگر هنرها، پیشرفت چشمگیری داشته‌است. با اختراع چاپ، موسیقی رواج بیشتری یافته و بر شمار آهنگسازان و اجراکنندگان افزوده شد. در دورهٔ رنسانس، هم‌ساز با آرمان انسان جهانی، از هر تحصیل‌کرده‌ای انتظار می‌رفت که تعلیم موسیقی دیده باشد؛ چنان‌که بالداساره کاستیلیونه در سدهٔ شانزدهم میلادی در کتاب درباریان می‌نویسد: «درباری‌ای که موسیقی نداند خوشایندِ من نیست.»
کلیسا همچنان حامی مهم موسیقی بود و در این زمان، بر شمار همسرایان کلیسا افزوده شد. با این حال، موسیقی کم‌کم به دربارها انتقال یافت. اشراف و شاهزادگان بر سر تصاحب بهترین آهنگسازان با یکدیگر به رقابت می‌پرداختند و هنگام سفر از قلعه‌ای به قلعهٔ دیگر، موسیقی‌دانانِ خود را نیز به همراه می‌بردند. شمار موسیقی‌دانان درباری از ده تا شصت تن در نوسان بود. موسیقی‌دانان شهر در اجتماع‌ها، مراسم ازدواج و آیین‌های مذهبی به اجرای موسیقی می‌پرداختند. به‌طورکلی، موسیقی‌دانان در این دوره از شأنی والاتر و درآمدی بیش از گذشته برخوردار بودند. ایتالیا به مرکز مهم موسیقی در سدهٔ شانزدهم بدل شده بود و آلمان، انگلستان، و اسپانیا حیات موسیقاییِ پویایی داشتند.
از موسیقی‌دانان معروفِ این دوره می‌توان به ژوسکن د پره، جووانی پیرلوئیجی دا پالِسترینا، تامس ویلکس و تامس مورلی اشاره کرد.

## ویژگی‌های موسیقی رنسانس

### کلام و موسیقی
در رنسانس نیز، مانند قرون وسطا، موسیقی آوازی نسبت به موسیقی‌سازی از اهمیت بیشتری برخوردار بوده‌است. آهنگسازان رنسانس، موسیقی را برای تعالی بخشیدن به معنا و تأثیر متن به نگارش درمی‌آوردند. جوزپه زارلینو، نظریه‌پرداز موسیقی سده شانزدهم، می‌نویسد: «هنگامی که کلام بیانگر سوگ، درد، دلشکستگی، حسرت و چیزهایی از این گونه است، بگذار هارمونی آکنده از اندوه باشد.» در حالیکه آهنگسازان قرون وسطا، نسبت به تجسم هیجان کلام در موسیقی کم و بیش بی‌تفاوت بودند. اصطلاح نقاشی کلام که اغلب توسط آهنگسازان رنسانس به کار می‌رفته‌است، به معنای بیان موسیقایی تصویرهای ویژه شاعرانه است. برای مثال، گاه ممکن است واژه‌های هبوط از آسمان، با یک خط ملودیک پایین رونده همراه شود و واژهٔ دویدن با زنجیره‌ای از نت‌های تند و چابک به گوش برسد. با این حال، علی‌رغم تأکیدی که بر پیروی موسیقی از حس تصویری متن وجود داشته، موسیقی رنسانس شاید خوددار و آرام به نظر برسد. با آن که در موسیقی رنسانس، احساسات از گسترهٔ پهناوری برخوردار است، اما این احساسات اغلب به شیوه‌ای متعادل، متوازن و بدون تضادهای شدید دینامیک، رنگ‌آمیزی و ریتم بیان شده‌است.

### بافت
به‌طور عمده، بافت موسیقی رنسانس پلی فونیک است. یک نمونه کرال از موسیقی این دوره، دارای چهار، پنج یا شش خط آوازی است. تقلید میان خطوط آوازی رایج است. در موسیقی سبک، مانند موسیقی رقص، بافت هوموفونیک نیز، با توالی آکوردها، به کار رفته‌است. کیفیت صوتی موسیقی رنسانس در مقایسه با موسیقی قرون وسطایی پرتر و غنی‌تر است. به‌کارگیری محدودهٔ صوتی باس برای نخستین بار در این دوره، وسعت صوتی را به بیش از چهار اکتاو گسترش داد. این تأکید نو بر خط ملودی باس، هارمونی غنی تری را پدیدآورد. پیشتر، در قرون وسطا، آهنگسازان توجه چندانی به تأثیر هارمونیک کلی نداشتند. اما در این دوره، آهنگسازان با در نظر داشتن خط‌های ملودیک جداگانه، به آکوردها نیز می‌اندیشیدند. از نظر صوتی موسیقی رنسانس کیفیتی ملایم و آرام دارد، زیرا آکوردهای کنسونانت و پایدار، مطلوب و مورد پسند شمرده می‌شدند؛ تریادها اغلب شنیده می‌شوند اما آکوردهای دیسونانس چندان اهمیتی ندارند. موسیقی کرال دورهٔ رنسانس نیازی به همراهی ساز نداشت. به همین دلیل، اغلب از این دوره به عنوان عصر زرین موسیقی کرالِ آ کاپلا (بی همراهی ساز) نام برده شده‌است. با این همه، سازها اغلب با خط‌های آوازی همراه می‌شدند. سازها، گاه با مضاعف کردن خط‌های آوازی سبب تقویت آن‌ها می‌شدند، یا خط آوازخوانی غایب را می‌نواختند. در موسیقی کرال دورهٔ رنسانس، خط‌های اجرایی که تنها و فقط ویژهٔ اجرای سازها ساخته شده باشند کمیاب است.

### ریتم و ملودی
در موسیقی رنسانس، به دلیل استقلال ریتمیکِ فراوانِ هر خط ملودیک، ریتم اغلب جریانی هموار و آرام دارد و نه ضرباهنگی واضح و مشخص. هنگامی که یک آوازخوان در آغاز خط ملودیک خود است، آوازخوانانِ دیگر شاید از نیمهٔ خط ملودیک خود نیز گذشته باشند؛ بنابراین هر آوازخوان می‌باید ریتم جداگانه‌ای را نگه دارد که سبب می‌شود اجرای آواز در موسیقی رنسانس هم‌زمان لذت انگیز و چالش‌برانگیز باشد. اما خواندن الگوهای زیر و بم در این ملودی‌ها آسان است. ملودی، اغلب همسو با گام (بالارونده یا پایین‌رونده) و با پرش‌هایی اندک حرکت می‌کند.

## موسیقیِ مذهبی در دوره رنسانس
موتت و مس از اصلی‌ترین فرم‌های موسیقی مذهبی رنسانس هستند. هر دو، سبک مشابهی دارند، اما مس اثری طولانی‌تر است. موتت و مسِ دورهٔ رنسانس، اثرهایی پلی فونیک و کرال هستند. موتت مبتنی بر یک متن مقدس لاتین که با متن‌های مورد استفاده در مس معمول تفاوت دارد و مسِ این دوره از پنج بخش کایریه، گلوریا، کرِدو، سانکتوس و آگنوس دِیی تشکیل می‌شود. از معروف‌ترین موسیقیدانان مذهبی رنسانس می‌توان به ژوسکن د پره و پالسترینا اشاره کرد. موتت آوه ماریا… ویرگو سِرِنا (سلام بر مریم… دوشیزهٔ باوقار) از ژوسکن د پره و مس پاپ مارسلوس اثر پالسترینا از آثار مذهبی معروف این دوره به‌شمار می‌روند.

## موسیقی غیر مذهبی در دوره رنسانس

### موسیقی آوازی
در دوره رنسانس، موسیقی آوازیِ غیر مذهبی به شدت محبوب شد. توسعهٔ چاپ آثار موسیقی از عوامل یاری رسانندهٔ گسترش موسیقی بود. به این ترتیب هزاران مجموعهٔ منتخبِ آوازی در دسترس دوستداران آن قرار گرفت. موسیقی، سرگرمی مهم زمان فراغت بود و از هر تحصیل کرده‌ای انتظار می‌رفت که بتواندسازی بنوازد و خط موسیقی بخواند. چنان‌که تامس مورلی، آهنگساز عصر الیزابت، دربارهٔ ناتوانی خود از مشارکت در اجرای موسیقیِ پس از شام، می‌نویسد: «پس از صرف شام، کتابچه‌های موسیقی (مطابق رسم معمول) بر میزها قرار داده شد. بانوی خانه، یک خط آوازی را به من داد و مشتاقانه خواست آن را بخوانم. اما پس از عذر و بهانه‌های بسیار، هنگامی که با اکراه اعتراف کردم که نمی‌توانم، همه شگفت زده شدند. آری، برخی با یکدیگر نجوا می‌کردند و می‌پرسیدند چگونه بار آمده‌ام.»
موسیقی غیر مذهبی دورهٔ رنسانس، برای گروه‌هایی از تکخوان‌ها یا برای تکخوان با همراهی یک یا چند ساز به نگارش درآمده و نقاشی کلام (تصویرگری موسیقایی متن) در آن معمول بود. تقلید از صداهای طبیعی، مانند صدای پرندگان و هیاهوی خیابان برای آهنگسازان لذت بخش بود. در قطعهٔ مشهور جنگ، اثر کلمان ژانکن (حدود ۱۵۶۰ – ۱۴۸۵)، آهنگساز به گونه‌ای درخشان و زنده به تقلید صداهای میدان نبرد، ضربه‌های طبل و غریو شیپورها پرداخته‌است. موسیقی غیر مذهبی، بیش از موسیقی مذهبی دارای دگرگونی‌های سریع حالت بود. مورلی به یک آهنگساز چنین توصیه کرده‌است: «شما می‌باید در موسیقی مانند باد مواج باشید، گاه جسور و سرکش، گاه آرام و سر به زیر، گاه با وقار و سنگین؛. و هرچه تنوع بیشتری را بنمایانید، محبوب تر خواهید بود.»

#### مادریگال دورهٔ رنسانس
مادریگال گونه‌ای مهم از موسیقی آوازی غیر مذهبی دورهٔ رنسانس است که برای چندین تکخوان و مبتنی بر یک شعر کوتاه که اغلب مضمون عاشقانه دارد نوشته می‌شود. مادریگال، مانند موتت، بافت‌های هوموفونیک و پلی فونیک را با هم می‌آمیزد، اما نقاشی کلام و هارمونی‌های نامتعارف بیشتر در آن به کار گرفته می‌شود. آغاز پیدایش مادریگال به حدود ۱۵۲۰ میلادی در ایتالیا بازمی‌گردد. لوکا مارنتسیو (۱۵۹۹–۱۵۵۳) و کارلو جزوالدو از مادریگال نویسان معروف در ایتالیا بودند. با چاپ یک جلد از مادریگال‌های ترجمه شدهٔ ایتالیایی در لندن در ۱۵۸۸ جوششی ناگهانی در نگارش مادریگال توسط آهنگسازان انگلیسی ایجاد شد و تا حدود سی سال، ساخت مادریگال انگلیسی و دیگر آثار غیر مذهبی آوازی به‌طور پیوسته و بی‌وقفه ادامه یافت. عصر الیزابت (۱۶۰۳–۱۵۳۳) و ویلیام شکسپیر (۱۶۱۶–۱۵۶۴) نه تنها عصر زرین ادبیات انگلیسی، بلکه عصر درخشان موسیقی در انگلستان نیز به‌شمار آمده‌است. جنبش هنری در هر دو زمینه، از ایتالیا آغاز شده بود. هرچند مادریگال انگلیسی نسبت به مادریگال ایتالیایی سبکبال‌تر و شوخ تر است و ملودی و هارمونی آن ساده‌تر است. از مادریگال‌های معروف دوره رنسانس، آنگاه که وستا پایین می‌آمد، اثر تامس ویلکز، یکی از بهترین آفرینندگان مادریگال انگلیسی است.

#### بالهٔ دورهٔ رنسانس (فا-لا)
گونه‌ای دیگر از موسیقی آوازی غیر مذهبی دورهٔ رنسانس باله (یا فا-لا) است که آوازی همراه با رقص برای چندین تکخوان بوده‌است. باله ساده‌تر از مادریگال است و بر خلاف بسیاری از نمونه‌های موسیقی رنسانس، بافت آن بیشتر هوموفونیک بود. ملودی اصلی آن را زیرترین خط آوازی اجرا می‌کرد. هر بند از شعر آواز، موسیقی یکسانی داشت و هجاهای فا-لا (تلفظ هجاها و نه نت‌های فا و لا) به عنوان برگردان شعر به کار می‌رفت. بالهٔ رنسانس نیز مانند مادریگال از ایتالیا سرچشمه گرفت و از حدود ۱۵۹۵ تا ۱۶۲۰ در انگلستان شکوفایی و رواج فراوان داشت. بالهٔ اکنون ماه گل چیدن است اثر تامس مورلی (۱۶۰۳ – ۱۵۵۷) -آهنگساز انگلیسی که بیشتر به سبب مادریگال‌هایش شهرت دارد- یکی از باله‌هایی است که اجرای آن بیشتر رایج و معمول بوده‌است.

### موسیقیِ‌سازی
هرچند در دوره رنسانس موسیقیِ‌سازی هنوز شأن و اهمیت موسیقی آوازی را نداشت، اما کم‌کم بر اهمیت آن افزوده می‌شد. نوازندگان، بنا به رسم معمول، به نواختن موسیقی متناسب با آواز یا به همراهی آوازخوانان می‌پرداختند. موسیقی‌سازی حتی تا دهه‌های نخست سدهٔ شانزدهم به میزان زیادی از موسیقی آوازی گرفته می‌شد. گروه‌های سازی، قطعه‌های پلی فونیک آوازیی را می‌نواختند که اغلب در چاپ آن‌ها چنین اشاره‌ای آمده بود: برای خواندن یا نواختن با ساز. کلاوسن، ارگ و لوت سازهایی بودند که توسط تکنوازان برای اجرای تنظیم‌های سادهٔ‌سازی از آثار آوازی به کار برده می‌شدند. به هر حال، در سده شانزدهم، موسیقی‌سازی هر چه بیشتر از قید الگوهای آوازی رها شد و آثاری که ویژهٔ ساز به نگارش درآمده باشند بیشتر شد. آهنگسازان، در نگارش موسیقی برای ارگ یا لوت، بهره‌گیری از توانایی‌های ویژهٔ این سازها را آغاز کردند و فرم‌های خالصِ سازی، مانند تم و واریاسیون، را گسترش دادند. این‌گونه آثارسازی بیشتر برای رقص که تفریح محبوب دورهٔ رنسانس بود، به نگارش درمی‌آمدند. موسیقی رقص توسط گروه نوازندگان یا تکنوازانی مانند کلاوسن یا لوت اجرا می‌شد. از موسیقی رقص، گنجینه‌ای غنی که در سدهٔ شانزدهم به چاپ رسیده بر جا مانده‌است. موسیقیدانان رنسانس میان سازهای قوی و نافذ که مناسب فضای باز بودند، مانند انواع ترومپت و شاوم (سازی دو زبانه و نیایِ اُبوا) و سازهای ملایم و خانگی، مانند انواع لوت و رکوردر (نوعی فلوت قدیمی)، تمایز قائل بودند. در دورهٔ رنسانس، صدای سازها نسبت به آنچه امروزه از آن‌ها می‌شنویم، هموارتر و کمتر درخشان بوده‌است. رکوردرها و ویول‌ها (سازهای زهی-آرشه‌ای) از مهمترین سازهای دورهٔ رنسانس بودند. آهنگسازان رنسانس در قطعات خود سازها را مشخص نمی‌کردند. ممکن بود یک اثر با رکوردرها، ویول‌ها یا بسته به سازهای در دسترس با چندین ساز مختلف اجرا شود. در دورهٔ رنسانس، ارکستر تثبیت شده به معنای امروزی وجود نداشت. از بزرگترین موسیقیدانان غیر مذهبی رنسانس می‌توان تامس ویلکز، تامس مورلی و آندرا گابریلی را نام برد.